# Eugène Kandolo
Pour les articles homonymes, voir Kandolo.
Eugène Kandolo (né le 17 novembre 1982 à Mbuji-mayi, Kasaï Oriental) est un entrepreneur, conférencier, écrivain et coach en développement personnel d'origine kino-congolaise.

## Enfance
Eugène Kandolo est né à Mbuji-mayi en RD Congo. Son père, pharmacien et politicien, était un membre fondateur de l'Union pour la démocratie et le progrès social (UDPS).

## Carrière
Eugène Kandolo, diplômé en communication et leadership, a commencé comme rédacteur pour le Journal du Centre. Il a ensuite contribué à Antenne A et Radio Okapi. Il est certifié en droits humains par Journalistes pour les Droits Humains (JHR) et a travaillé pour l'Institut National Démocratique (NDI) des États-Unis.
Auteur de Florilège en fond noir: Solfège d'espoir, Prix Mikanda Awards 2016, Kandolo se consacre au coaching en développement personnel et a lancé des initiatives pour le leadership et l'entrepreneuriat en RD Congo.

## Publications
- Intégration et socialisation dans le paysage médiatique congolais - Application systémique et analyse sémio-contextuelle
- Florilège en fond noir: solfège d'espoir
- Oser l'Entrepreneuriat en RDC

## Discographie
- Bisou tout na front (single)

## Distinctions
- Certification de formation d'entrepreneurs dans la méthodologie Germe niveau 1, OIT/Kinshasa, 2016
- Leadership Award, Kuvuna foundation
- Certificat d'appréciation, Centre for Youth Development Services, 2022
- Certificat d'appréciation du programme de découverte des jeunes leaders 2022
- Alumnus, Ambassade des USA au Congo[6]